# まれびと
まれびと、マレビト（稀人・客人）は、時を定めて他界から来訪する霊的もしくは神の本質的存在を定義する折口学の用語。折口信夫の思想体系を考える上でもっとも重要な鍵概念の一つであり、日本人の信仰・他界観念を探るための手がかりとして民俗学上重視される。まろうどとも。

## 概要
外部からの来訪者（異人、まれびと）に宿舎や食事を提供して歓待する風習は、各地で普遍的にみられる。その理由は経済的なものが含まれるが、この風習の根底に異人を異界からの神とする「まれびと信仰」が存在するといわれる。
「まれびと」の称は1929年（昭和4年）、民俗学者の折口信夫によって提示された。彼は「客人」を「まれびと」と訓じて、それが本来、神と同義語であり、その神は常世の国から来訪することなどを現存する民間伝承や記紀の記述から推定した。折口のまれびと論は「国文学の発生〈第三稿〉」（『古代研究』所収）によってそのかたちをととのえる。右論文によれば、沖縄におけるフィールド・ワークが、まれびと概念の発想の契機となったらしい。
常世とは死霊の住み賜う国であり、そこには人々を悪霊から護ってくれる祖先が住むと考えられていたので、農村の住民達は、毎年定期的に常世から祖霊がやってきて、人々を祝福してくれるという信仰を持つに至った。その来臨が稀であったので「まれびと」と呼ばれるようになったという。現在では仏教行事とされている盆行事も、このまれびと信仰との深い関係が推定されるという。
まれびと神は祭場で歓待を受けたが、やがて外部から来訪する旅人達も「まれびと」として扱われることになった。『万葉集』東歌や『常陸国風土記』には祭の夜、外部からやってくる神に扮するのは、仮面をつけた村の若者か旅人であったことが記されている。さらに時代を降ると「ほかいびと（乞食）」や流しの芸能者までが「まれびと」として扱われるようになり、それに対して神様並の歓待がなされたことから、遊行者の存在を可能にし、貴種流離譚（尊貴な血筋の人が漂泊の旅に出て、辛苦を乗り越え試練に打ち克つという説話類型）を生む信仰母胎となった。
来訪神のまれびとは神を迎える祭などの際に、立てられた柱状の物体（髯籠・山車など）の依り代に降臨するとされた。その来たる所は海の彼方（沖縄のニライカナイに当たる）、後に山岳信仰も影響し山の上・天から来る（天孫降臨）ものと移り変わったという。
オーストリアの民族学者であるアレクサンダー・スラヴィクは、友人の岡正雄により日本における「まれびと信仰」の実態を知り、ゲルマン民族やケルト民族における「神聖なる来訪者」の伝説や風習と比較研究した。

## 文献情報
- 敷田麻実「よそ者と地域づくりにおけるその役割にかんする研究」『国際広報メディア・観光学ジャーナル』第9号、北海道大学大学院国際広報メディア・観光学院、2009年、79-100頁、NAID 120001600884。
- 桜井徳太郎編『民間信仰辞典』東京堂出版、1980年。ISBN 978-4490101379